# Kurt Vieweg
Pour les articles homonymes, voir Vieweg.
Kurt Vieweg, né le 29 octobre 1911 à Göttingen et mort le 2 décembre 1976 à Greifswald, est un homme politique allemand qui est à l'origine de la politique agricole des premières années de la République démocratique allemande. Il est secrétaire général de l'Association d'aide mutuelle des paysans (VdgB), député de la Chambre du peuple et membre du Comité central du Parti socialiste unifié d'Allemagne.

## Biographie
Kurt Vieweg est le fils d'un employé de banque à Göttingen. Dans sa jeunesse, il est membre du mouvement Wandervogel et Landvolk. En 1930, il rejoint les Jeunesses hitlériennes où il reste jusqu'en 1932, et accède au poste de vice-Jungbannführer. Parallèlement, il travaille pour la Ligue des jeunes communistes d'Allemagne à partir de 1931. En 1932, il adhère au KJVD à Weißenfels et au Parti communiste d'Allemagne.
À l'automne 1933, il émigre au Danemark. Il y travaille pour le Secours rouge international. Il appartient à un groupe autour de Walter Weidauer, la « Commission des agriculteurs » et est chargé établir des contacts avec les cercles d'agriculteurs en Allemagne. Ce groupe publie le magazine « Bauernbriefe », pour lequel il écrit des articles sous le pseudonyme « Oswald ». Comme il n'apparaît pas nécessairement en public comme communiste, il peut officiellement étudier l'agriculture dès le début des années 1940. En raison de l'occupation allemande en avril 1940, il replonge dans l'illégalité. Il passe les années suivantes à produire de la documentation sur l'agriculture scandinave pour le siège du KPD à Moscou. En 1943, le parti envoie la plupart de ses membres au Danemark en Suède. Là, il est brièvement interné dans un camp près de Tyllesand, puis il est ouvrier forestier et d'usine avant de reprendre ses études à Uppsala. Pendant son séjour en Suède, il est influencé par le programme agricole du Parti social-démocrate suédois des travailleurs. En 1944, il appelle déjà à la création de coopératives, mais aussi se prononce en faveur du maintien du mode de production capitaliste.

## Retour en Allemagne
À l'été 1946, Vieweg et sa femme Gertrud retournent via la Pologne dans la zone d'occupation soviétique, à Halle-sur-Saale. En tant qu'ancien membre du KPD, il devient automatiquement membre du SED. Rapidement, il accède au poste de secrétaire d'État. À la mi-août 1947, il se voit confier le poste de secrétaire général du VdgB. Il donne des conférences dans diverses universités où il défend le principe de l'exploitation familiale, se prononce pour le maintien des structures agricoles de l'époque et pour le « plein développement de l'initiative privée des exploitations ». Son expertise le fait entrer à l'Académie allemande des sciences agricoles en 1951. En 1948, il est nommé au secrétariat de la Commission économique allemande (DWK), le précurseur du gouvernement de la RDA.
En janvier 1949, il est coopté au comité exécutif du parti du SED et lors du IIIe congrès du parti SED en 1950, est élu au comité central où il reste jusqu'en 1954 secrétaire pour les questions agricoles. Il rédige plusieurs programmes agricoles dans le cadre de la politique soviétique en Allemagne de l'époque, qui incorporent également des programmes sociaux-démocrates allemands et scandinaves, mais aussi des idées du Reichsnährstand. Aux élections de la Volkskammer le 19 octobre 1950, il est élu député du SED. Il est également chargé par le Comité central de mettre en place un groupe de travail en République fédérale, portant sur l'exploitation agricole et forestière.

## «Ennemi du parti»
Au printemps 1952, ce groupe de travail illégal (du point de vue de la RDA) est découvert. Une enquête sur les activités de Vieweg dans l'émigration scandinave par la Commission centrale de contrôle du Parti du SED a lieu, dans le cadre de purges staliniennes au sein du parti, qui vient progressivement discréditer Vieweg. Comme on craint qu'il s'enfuie à l'Est, il est placé sous surveillance du Ministère de la Sécurité d'État. À la suite d'un l'interrogatoire par la Commission centrale de contrôle du Parti, il est accusé de falsification de questionnaires par des témoins, malgré des récits très contradictoires de ses activités en Scandinavie, ce qui, de l'avis de la commission, nécessite au moins de l'exclure du secrétariat du SED. Une démission pour raisons de santé est officiellement annoncée. Il est également démis de ses fonctions de secrétaire général du VdgB. Il est cependant chargé de la création de l'Institut d'économie agricole à l'Académie allemande des sciences agricoles, et entame une carrière universitaire. Il obtient son doctorat de sciences agricoles en 1955 à l'Université Humboldt de Berlin et est nommé professeur à l'Académie allemande des sciences agricoles. En tant qu'éditeur avec Otto Rosenkranz de l'ouvrage standard en plusieurs volumes « Handbuch des Genossenschaftsbauern », il reçoit la même année le prix Prix national de la République démocratique allemande. Malgré son influence, le SED crée une commission agricole qui contourne les analyses de son institut et promeut la collectivisation. Marqué par ce choix politique, par les révélations du XXe congrès du Parti communiste de l'Union soviétique et par les événements de l'automne 1956 en Hongrie, Vieweg critique la politique agricole choisie par le parti. En novembre 1956, il présente son propre programme intitulé « Nouveau programme agricole pour le développement de l'agriculture dans la construction du socialisme en RDA ». Le XXXe plénum du Comité Central du 30 janvier 1957, sous l'impulsion de Walter Ulbricht, rejette son programme qu'il qualifie de « restauration du capitalisme dans l'agriculture ». La Commission centrale de contrôle du Parti du SED l'expulse du parti le 18 mars 1957, et il est démis de toutes ses fonctions politiques.

## Fuite et emprisonnement
Après une tentative de fuite en République fédérale d'Allemagne, il est arrêté en octobre 1957. La Cour suprême de la RDA le condamne à douze ans de prison pour « trahison », assortis de la révocation de tous les titres. Il est libéré de la prison de Bautzen II par grâce du président du Conseil d'État en décembre 1964. Le 27 décembre 1990, sa condamnation est annulée par le tribunal régional de Berlin.
En 1965, il est affecté à un poste d'employé à l'Institut nordique de l'Université de Greifswald. En 1969, il reprend l'enseignement. Dans le cadre de ses recherches, il travaille pour le quartier général du renseignement du MfS. En 1971, il est professeur titulaire. Il prend sa retraite en 1974.